# Ахмедов, Рахматулло
Рахматулло Ахмедов (1924, Кулябский район — 29 июля 2005) — советский хозяйственный, государственный и политический деятель, первый секретарь Шахринауского райкома Компартии Таджикистана, участник Великой Отечественной войны, Герой Социалистического Труда (17.01.1957).

## Биография
Родился 14 мая 1924 года в кишлаке Девона-Худжа Бухарской Народной Советской Республики, ныне Кулябского района Хатлонской области Таджикистана, в семье сапожника. Таджик. Образование высшее.
В 1936—1941 годах студент Орджоникидзеабадского педагогического училища. С 1941 года в Великую Отечественную войну в 17 лет начал трудовую деятельность учителем в школе Орджоникидзеабадского (ныне Вахдатского) района Таджикской ССР. В 1942—1945 годах служил в Красной армии, участник Великой Отечественной войны. Служил в составе 3 украинского фронта 37 армии 92-й гвардейской стрелковой дивизии, 197 артиллерийского полка, 3 дивизиона, был командиром радио отделения (гвардии младший сержант - связист). С 8 августа 1943 по 9 мая 1945 года принимал участие в боевых действиях: Курская битва; Битва за Днепр, Ясско-Кишинёвская стратегическая наступательная операция. Закончил войну в боях за освобождение Болгарии. В 1944 году вступил в КПСС .
В 1946—1950 годах работал ответственным секретарём, затем редактором газеты «Коммуна» Орджоникидзеабадского района. В дальнейшем перешёл на партийную работу. С февраля по декабрь 1950 года работал инструктором орготдела Душанбинского обкома Компартии Таджикистана, в 1950—1951 годах — заместителем заведующего отделом пропаганды и агитации Орджоникидзеабадского райкома партии. В 1951—1953 годах — редактор газеты «Коммуна». В 1953—1954 годах работал секретарём Орджоникидзеабадского райкома партии.
С 1954 по 1958 год занимал пост первого секретаря Шахринауского райкома Компартии Таджикистана.
Указом Президиума Верховного Совета СССР «О присвоении звания Героя Социалистического Труда колхозникам, колхозницам, работникам машинно-тракторных станций, партийным и советским работникам Таджикской ССР» от 17 января 1957 года за выдающиеся успехи, достигнутые в деле развития советского хлопководства, широкое применение достижений науки и передового опыта в возделывании хлопчатника и получение высоких и устойчивых урожаев хлопка-сырца, Ахмедову Рахматулло присвоено звание Героя Социалистического Труда с вручением ордена Ленина и золотой медали «Серп и Молот».
В 1958—1959 годах работал первым секретарём Октябрьского райкома (ныне Бохтарский район Хатлонской области), в 1959—1963 годах — первым секретарём Канибадамского горкома Компартии Таджикистана (в Канибадамском районе Ленинабадской, ныне Согдийской области).
В 1963—1969 годах заведовал группой, затем отделом по подготовке и награждению Президиума Верховного Совета Таджикской ССР в столице республики городе Душанбе.
В 1969 году назначен заместителем Министра культуры Таджикской ССР.
В 1973—1986 годах — управляющий делами Совета Министров Таджикской ССР.
Избирался депутатом Верховного Совета Таджикской ССР, членом ЦК Компартии Таджикистана.
Жил в городе Душанбе. Умер 29 июля 2005 года.

## Награды
Награждён орденами Ленина (17.01.1957), Отечественной войны 1-й степени (11.03.1985), Дружбы народов (30.03.1982), 3 орденами «Знак Почёта» (17.12.1949; 23.10.1954; 15.03.1976), медалями, в том числе «За трудовую доблесть» (01.03.1948). Отмечен 3 Почётными Грамотами Президиума Верховного Совета Таджикской ССР. Заслуженный работник культуры Таджикской ССР (1984).

## Память
- На могиле установлен надгробный памятник.
- Его имя увековечено в Главном Храме Вооружённых сил России, и навсегда запечатлено на мемориале «Дорога памяти»